# Oberwart
Oberwart (ungarisch Felsőőr; kroatisch Borta, Jerba; Romani Erba) ist eine Stadt im österreichischen Burgenland. Sie ist Bezirkshauptstadt des gleichnamigen Bezirks und ist mit 8060 Einwohnern (Stand 1. Jänner 2025) die drittgrößte Stadt des Burgenlands. Oberwart wird als das wirtschaftliche und administrative Zentrum des Südburgenlandes betrachtet.

## Geographie
Die Stadt liegt im Südburgenland an der Pinka im weiten Pinkatal. Westlich wird das Pinkatal durch einen breiten Höhenzug des Oststeirisch-südburgenländischen Riedellands zum Lafnitztal hin begrenzt, nordöstlich liegen die Südabhänge des Bernsteiner Gebirges und des Günser Gebirges.

### Gemeindegliederung
Das Gemeindegebiet umfasst zwei Ortschaften (in Klammern Einwohnerzahl Stand 1. Jänner 2025):
- Oberwart (7734)
- Sankt Martin in der Wart (326)

Die Gemeinde besteht aus den Katastralgemeinden Oberwart und St. Martin in der Wart.
| Deutscher Ortsname       | Ungarischer Ortsname | Kroatischer Ortsname | Ortsname in Romani |
| ------------------------ | -------------------- | -------------------- | ------------------ |
| Oberwart                 | Felsőőr              | Borta / Jerba        | Erba               |
| Sankt Martin in der Wart | Őriszentmárton       | Sveti Martin         | –                  |

### Nachbargemeinden
| Riedlingsdorf | Oberschützen                                | Bad Tatzmannsdorf |
| Markt Allhau  | Kompassrose, die auf Nachbargemeinden zeigt | Stadtschlaining   |
| Kemeten       |                                             | Unterwart         |

## Geschichte

### Von der urkundlichen Erwähnung bis zur Gründung des Burgenlandes
1327 wurde Oberwart als Grenzwächtersiedlung des ungarischen Gyepűsystems erstmals urkundlich erwähnt. Das Gebiet war im Frühmittelalter bereits bajuwarisches Siedlungsgebiet geworden. Durch die Errichtung der Grenzwächtersiedlung entstand inmitten deutscher Dörfer eine mehrheitlich ungarische Siedlung. Im Zuge der Reformation wurde 1580 fast die gesamte Bevölkerung protestantisch. Die Reformierte Pfarrgemeinde Oberwart wurde durch den Ödenburger Landtag von 1681 zur Artikulargemeinde erklärt, sodass sich in Oberwart die einzige geduldete protestantische Kirchgemeinde des heutigen Österreich befand. Die katholische Pfarrei wurde erst 1683 wieder errichtet und erhielt die Pfarrkirche zurück, die von den Reformierten übernommen worden war.
Der Ort gehörte wie das gesamte Burgenland bis 1920/21 zum Königreich Ungarn. Seit 1898 durfte aufgrund der Magyarisierung durch ethnische Homogenisierung nur der ungarische Ortsname Felsőőr verwendet werden.

### Oberwart als Ort religiöser Vielfalt
Oberwart stellte in vielerlei Hinsicht eine Besonderheit im südlichen Burgenland dar. Während die anderen Ortschaften in der Umgebung Teil des Herrschaftsgebietes der Familie Batthyány waren, lebten in Oberwart freie Bauern. Sie galten als die Nachkommen jener ungarischen Grenzwächter („Warte“), welche der Stadt und der Region („Die Wart“) ihren Namen gaben. Die Siedlung bestand aus dem „Obertrumm“ (ungarisch Felszeg) und dem „Untertrumm“ (ungarisch Alszeg); im Zwischenraum, der heute das Stadtzentrum bildet, bauten in weiterer Folge deutsche Händler, Gewerbetreibende und Beamte ihre Häuser bzw. arbeiteten in den öffentlichen Gebäuden, die dort errichtet wurden.
Eine weitere Besonderheit waren die vier Konfessionen, die im Laufe der Zeit entstanden. Im Obertrum bildete sich um 1600 mit der Reformierten Pfarrgemeinde Oberwart die älteste protestantische Kirchengemeinde in Österreich. Im Untertrum hingegen siedelten mehrheitlich katholische Bauern. Dazu kamen Angehörige der Evangelischen Kirche AB, und nach der Ansiedlung von Juden im 19. Jahrhundert entstand im Lauf der Zeit eine Israelitische Kultusgemeinde.
Wann sich die ersten Juden in Oberwart niederließen, ist nicht genau nachweisbar. In statistischen Aufzeichnungen über die jüdische Bevölkerung, den „Conscriptiones Judaerum“, wurde zum ersten Mal 1822 ein jüdischer Bewohner erwähnt. Diese ersten Juden stammten aus der jüdischen Gemeinde Schlaining, die ins wenige Kilometer entfernte Oberwart umzogen.
Um 1850 lebten vierzehn jüdische Mitbürger in Oberwart. Ihre Zahl steigerte sich in den Jahren bis 1900 auf 100 Menschen. Ein wichtiger Grund dafür war die Erhebung Oberwarts 1841 zum Markt. Während alle anderen jüdischen Gemeinden von 1900 bis 1934 einen Rückgang bei der Bevölkerungszahl verzeichneten, stieg hingegen die jüdische Einwohnerzahl von Oberwart weiterhin. Ein Großteil dieser Menschen stammte aus der Muttergemeinde Schlaining, die wegen der dortigen beengten Verhältnisse und der geringen Verdienstmöglichkeiten in das aufstrebende Oberwart übersiedelten.
1927 erließ die Bezirkshauptmannschaft einen Bescheid, mit dem die bisherige Filialgemeinde Oberwart zu einer selbständigen Kultusgemeinde umgewandelt wurde. Im August 1929 erfolgte von Behördenseite die Auflösung der Schlaininger Kultusgemeinde, während Oberwart schließlich am 23. Mai 1930 offiziell von der Bezirkshauptmannschaft zur Israelitischen Kultusgemeinde Oberwart/Felsőőr erhoben wurde.
Da die jüdische Niederlassung erst nach Aufhebung des Ghetto und der jüdischen Emanzipation entstand, lebten die jüdischen Bewohner verstreut in der Siedlung, meist jedoch entlang der Hauptstraße. Die Tatsache, dass vier Konfessionen friedlich zusammenlebten, zeugte aber auch von einer gewissen Toleranz der Oberwarter gegenüber Mitbürgern mit einer anderen Religion bzw. Sprache. So wurden die jüdischen Kinder in der evangelischen Schule unterrichtet, und es gab auch im Alltag viele Berührungspunkte zwischen Juden und Nichtjuden.

### Gründung des Burgenlandes

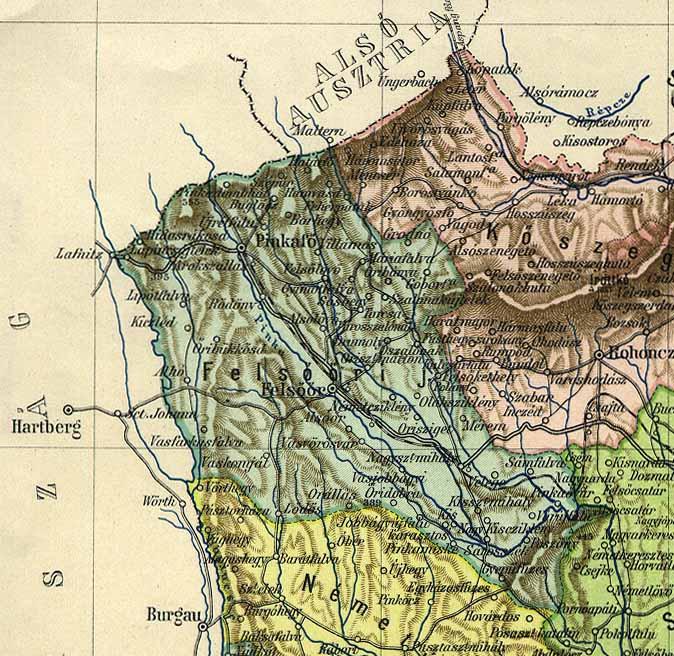
Der Stuhlbezirk Oberwart/Felsőőr des Komitates Eisenburg

Nach Ende des Ersten Weltkriegs wurde nach zähen Verhandlungen Deutsch-Westungarn in den Verträgen von St. Germain und Trianon 1919 der Republik Österreich zugesprochen.
Eine Fußnote der Landnahme des Burgenlandes stellte die Durchfahrt von Kaiser Karl I. durch Oberwart am 27. März 1921, dem Ostersonntag, dar. Karl I. war inkognito in der Begleitung des Rotenturmer Grafen Erdődy auf einem vom Pinkafelder Gastwirt Lehner geliehenen Pferdefuhrwerk zu seinem ersten Restaurationsversuch nach Ungarn unterwegs, der aber scheiterte. In seinen Aufzeichnungen über diese Reise schrieb der Kaiser, dass sein Wagen in Oberwart wegen der Auferstehungsprozession anhalten musste. Die Passagiere stiegen aus und knieten vor der Prozession nieder, bevor die Reise weiterging.
Um die Übergabe der westungarischen Dörfer an Österreich zu verhindern, bildeten sich im ganzen Land Freischärlergruppen, bei denen aber Angehörige, die aus den betroffenen Gebieten selbst stammten, eher die Ausnahme darstellten. In Oberwart hatte das I. Freischärlerkorps unter dem Kommando von Oberleutnant Arpad Taby seinen Kommandositz. Als die österreichische Gendarmerie am 28. August 1921 versuchte, mit 11 Kolonnen das Burgenland zu besetzen, wurde die für Oberwart vorgesehene Kolonne 7 vor Pinkafeld in ein Gefecht mit Freischärlern verwickelt, bei dem es Verletzte auf beiden Seiten sowie zwei Tote auf ungarischer Seite gab. Auch die Kolonne 8, die von Hartberg kommend über Markt Allhau nach Oberwart vorrücken wollte, wurde bereits kurz nach dem Grenzübertritt angeschossen und musste ebenfalls umkehren.
Am nächsten Tag hatten sich die ungarischen Kräfte nach Oberwart zurückgezogen, und so konnten die beiden Gendarmeriekolonnen ihren Einmarsch erneuern. Doch am Ortseingang von Oberwart war wiederum Schluss; denn laut Zeitungsberichten hatten sich dort mehrere Hundert Freischärler unter dem Kommando von Thomas Erdődy, jenem Rotenturmer Grafen, der Kaiser Karl I. einige Wochen vorher begleitet hatte, versammelt. Bei dem sich nun entwickelnden Gefecht wurde ein österreichischer Gendarm schwer verwundet, worauf sich die Gendarmerie wieder in die Steiermark zurückzog.
Die Freischärler beherrschten daraufhin wieder das Gebiet bis zur steirischen Grenze und riefen unter ihrem Anführer Pál Prónay am 4. Oktober in Oberwart einen Operettenstaat mit dem Namen Lajtabánság/Leitha-Banat aus. Durch das Protokoll von Venedig verpflichtete sich Ungarn schließlich endgültig, das Burgenland zu übergeben. So konnte die Landnahme durch das Bundesheer in der Zeit vom 25. bis 30. November ohne Probleme erfolgen. Bereits am 26. November dieser Landnahme marschierten Einheiten der österreichischen 4. Brigade des Bundesheeres von Pinkafeld und Markt Allhau kommend in Oberwart ein. Oberwart gehörte nun ab 26. November zum neuen Bundesland Burgenland.

### Zeit des Nationalsozialismus und Zweiter Weltkrieg

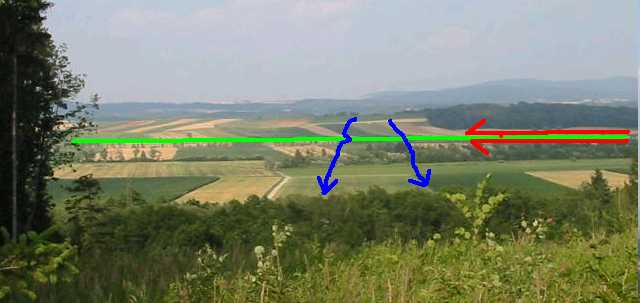
Blick auf das Pinkatal nördlich von Oberwart in Richtung Unterschützen. Hier durchquerte das SS-Bataillon (blau) das Tal und wurde dabei in der Flanke (rot) aus Richtung Oberwart angegriffen.

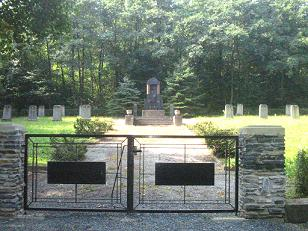
Eingangstor des sowjetischen Soldatenfriedhofes Oberwart

Das friedliche Zusammenleben der unterschiedlichen Konfessionen bekam die ersten Risse, als nach der Landnahme des Burgenlandes sich eine deutschsprachige Verwaltungselite ansiedelte. Diese Personengruppe, die Jahre später die Keimzelle der NSDAP in Oberwart bildete, hatte nicht nur mit den Juden ein Problem, sondern vor allem mit der ungarischen Volksgruppe. Da viele jüdische Bewohner Oberwarts sich Ungarn verpflichtet fühlten, wurden sie von den angesiedelten Verwaltungsbeamten oft mit einer ungarischen Elite gleichgesetzt. Die Risse machten sich zuerst in der Vereinslandschaft von Oberwart bemerkbar, weil auf einmal Sprache und Religion zu Aufnahmekriterien erklärt wurden und es dadurch zu Spaltungen bzw. Neugründungen diverser Vereine kam.
Am 1. Februar 1936 vermeldete die Zeitung Burgenländisches Volksblatt, dass in Oberwart eine Gruppe von Personen versucht hatte, eine nationalsozialistische Untergrundzelle zu gründen. Die Männer waren ausgeforscht und des Vergehens der Geheimbündelei für schuldig befunden worden.
Die Folgejahre mit ihrer tristen wirtschaftlichen Situation in Österreich führten zu einem Erstarken der nationalsozialistischen Bewegung. In einer Zeit, in der Bundeskanzler Kurt Schuschnigg um die staatliche Eigenständigkeit rang (Berchtesgadener Abkommen), fand bereits am 27. Februar 1938 in Oberwart eine Kundgebung der Nationalsozialisten mit 8.000 Teilnehmern statt. Zu einer zweiten noch größeren Veranstaltung am 11. März kamen sogar 14.000 Teilnehmer aus dem Ort und den umliegenden Dörfern. In der Nacht vom 12. auf den 13. März wurde schließlich der „Anschluss“ Österreichs an das Deutsche Reich vollzogen. Das Burgenland wurde aufgeteilt, und Oberwart wurde zum ersten Mal in seiner Geschichte Teil der Steiermark. 1939 wurde Oberwart zur Stadtgemeinde erhoben.
Ende März 1945 erreichten die ersten Einheiten der Roten Armee die Reichsgrenze bei Rechnitz in der Nord-Ost-Ecke des Bezirkes Oberwart. Nach einigen Tagen heftiger Grenzkämpfe traten am 5. April die Schützendivisionen der 26. sowjetischen Armee zur Eroberung der Nordhälfte des Bezirkes an. Da sich auf deutscher Seite nur mehr die Reste einzelner Alarmverbände des Wehrkreises XVIII befanden, besetzten am Abend des gleichen Tages Einheiten des XXX. Schützenkorps kampflos Oberwart. Es kam, wie es für diese Phase des Krieges üblich war, zu den bekannten Begleiterscheinungen wie Vergewaltigungen und Plünderungen.
Durch den Angriff der 26. Armee wurde die Besatzung von Rechnitz, das SS-Panzergrenadier-Ersatz- und Ausbildungs-Bataillon 11, von dem Rest der deutschen Truppen abgeschnitten. Sie versuchte daher, die neuen deutschen Linien an der steirischen Grenze zu erreichen. Dazu musste das Bataillon das 2 Kilometer breite Pinkatal nördlich von Oberwart in Richtung Westen überqueren. Von drei Seiten beschossen – unter anderem musste ein Flankenangriff aus Oberwart heraus abgewehrt werden – gelang es dem Bataillon, die Waldgebiete rund um Buchschachen zu erreichen und am Morgen des 8. April schließlich die eigenen Linien im Lafnitz-Tal.
Im Laufe der nächsten Wochen wurde die Stadtgemeinde Fronthinterland, während in der Ost-Steiermark und an der steirisch-burgenländischen Grenze die Kämpfe weiter tobten. Etwa 400 Soldaten der Roten Armee, welche in diesen Kämpfen fielen, wurden in Oberwart auf dem neu errichteten sowjetischen Soldatenfriedhof begraben.

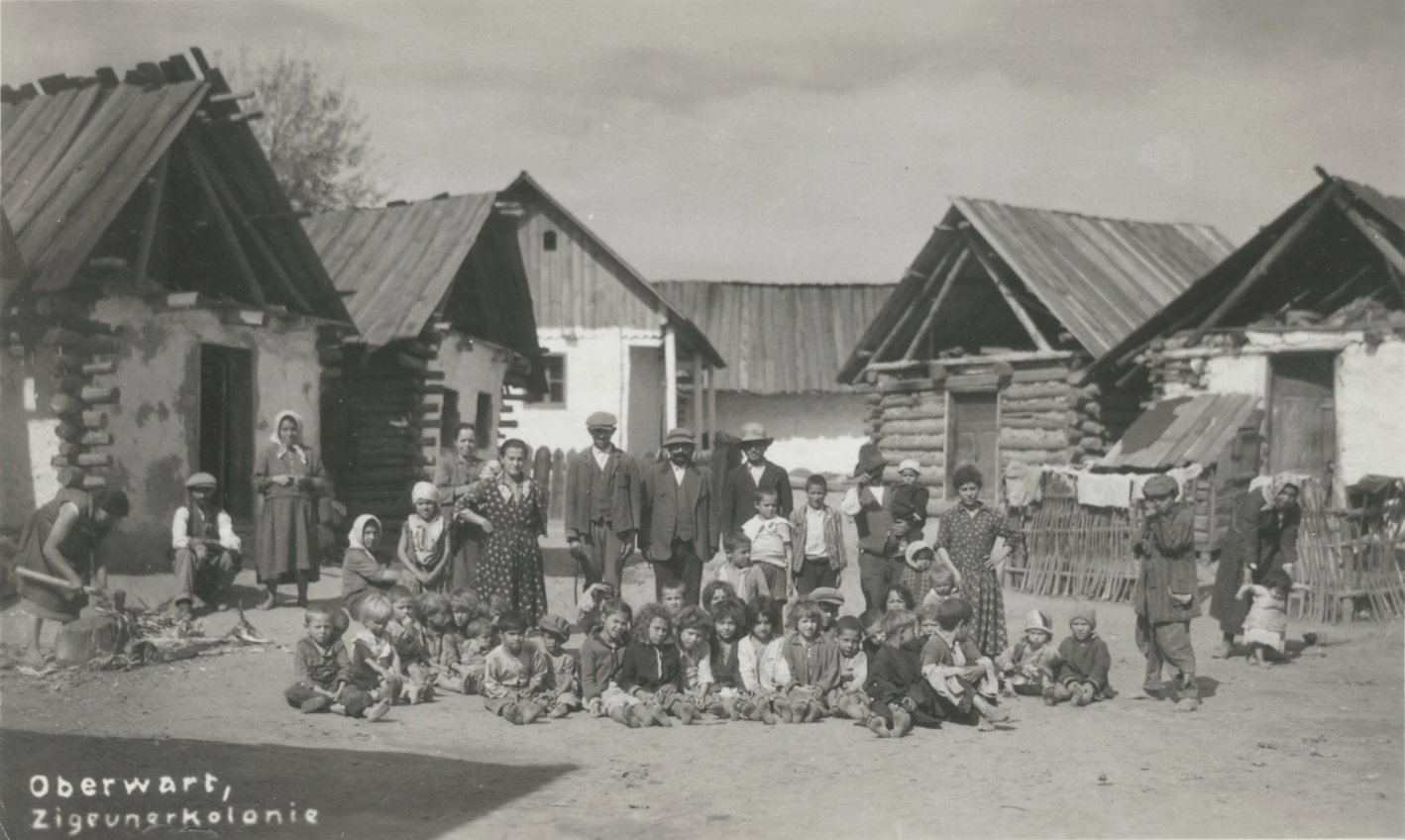
Romasiedlung in Oberwart, 1930er-Jahre

Oberwart besitzt den einzigen erhaltenen jüdischen Friedhof im Burgenland, dessen Grabsteine nicht hebräisch beschriftet sind. In der Opferdatenbank des Dokumentationsarchivs des Österreichischen Widerstandes finden sich die Namen von 24 Personen jüdischer Herkunft, die in Oberwart entweder lebten oder dort geboren wurden. Sie alle sind dem Holocaust zum Opfer gefallen, die meisten von ihnen kamen im Konzentrationslager Auschwitz ums Leben, einige in den KZs Buchenwald, Treblinka und Theresienstadt; ein 12-jähriger Bub wurde vermutlich in Maly Trostinec erschossen. Die Datenbank enthält ferner die Namen von 11 Männern, welche der Volksgruppe der Roma angehörten und zwischen 1940 und 1942 in den Konzentrationslagern Mauthausen und Dachau ums Leben kamen. Die Namen von 17 weiteren Angehörigen der Volksgruppe der Roma, darunter viele Frauen, welche hauptsächlich 1943 ihr Leben verloren, finden sich in der Opferdatenbank von Auschwitz.
Während des Krieges bildete sich eine Widerstandszelle im Bezirk, der auch einige Oberwarter angehörten. Nachdem diese verraten worden war, erfolgte die Aburteilung durch ein Volksgericht in Graz. Die beiden Oberwarter Widerstandskämpfer Alexander Heigl und Joseph Seper wurden dabei zum Tode verurteilt und 1943 in Wien hingerichtet.

### Das Attentat von Franz Fuchs 1995

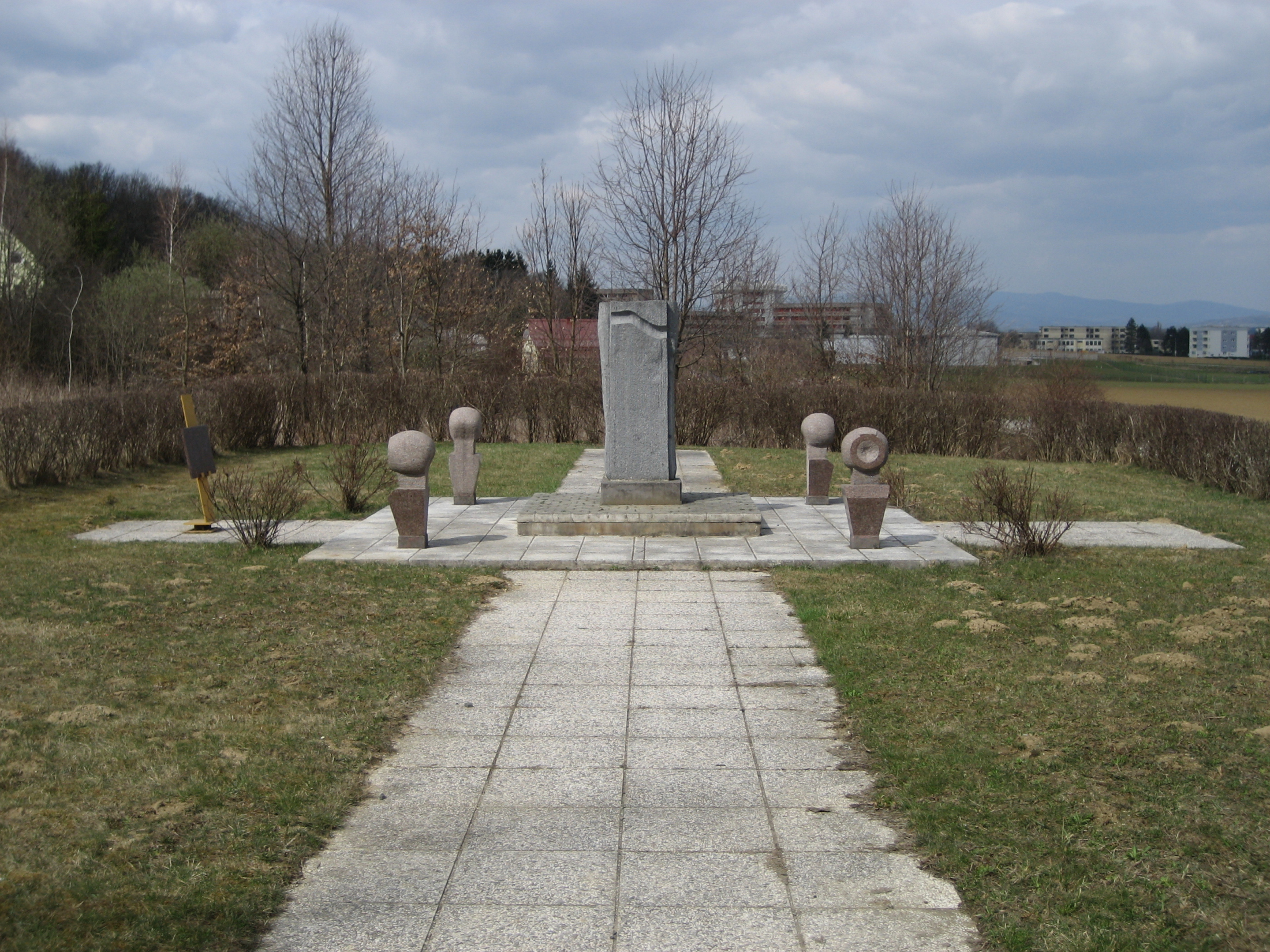
Mahnmal für Roma und Sinti

In der Nacht von 4. auf den 5. Februar 1995 wurden bei Oberwart die vier Roma Peter Sárközi, Josef Simon sowie Ervin und Karl Horvath durch eine Rohrbombe des Briefbombenattentäters Franz Fuchs getötet. Sie hatten versucht, eine Plakette mit rassistischen Beschimpfungen („Roma zurück nach Indien“), die an der Bombe angebracht war, zu entfernen. Die Morde wurden literarisch durch Stefan Horvath sowie Elfriede Jelinek (in ihrem Stück Stecken, Stab und Stangl) verarbeitet.

### Religionen
59 % der Bevölkerung sind Katholiken und 33 % Protestanten, die – auf Grund der ungarischen Vergangenheit der Stadt bzw. der noch heute bestehenden Sprachsituation – überwiegend der Evangelischen Kirche Helvetischen Bekenntnisses angehören.

### Bevölkerungsentwicklung
Bis 2011 war Oberwart, nach der Landeshauptstadt Eisenstadt, die zweitgrößte Stadt im Burgenland. Nachdem die Einwohnerzahl in Neusiedl am See schneller anstieg, war Oberwart fortan nur mehr drittgrößte Stadt im Burgenland. Im Dezember 2022 überschritt Oberwart die Marke von 8.000 Einwohnern.

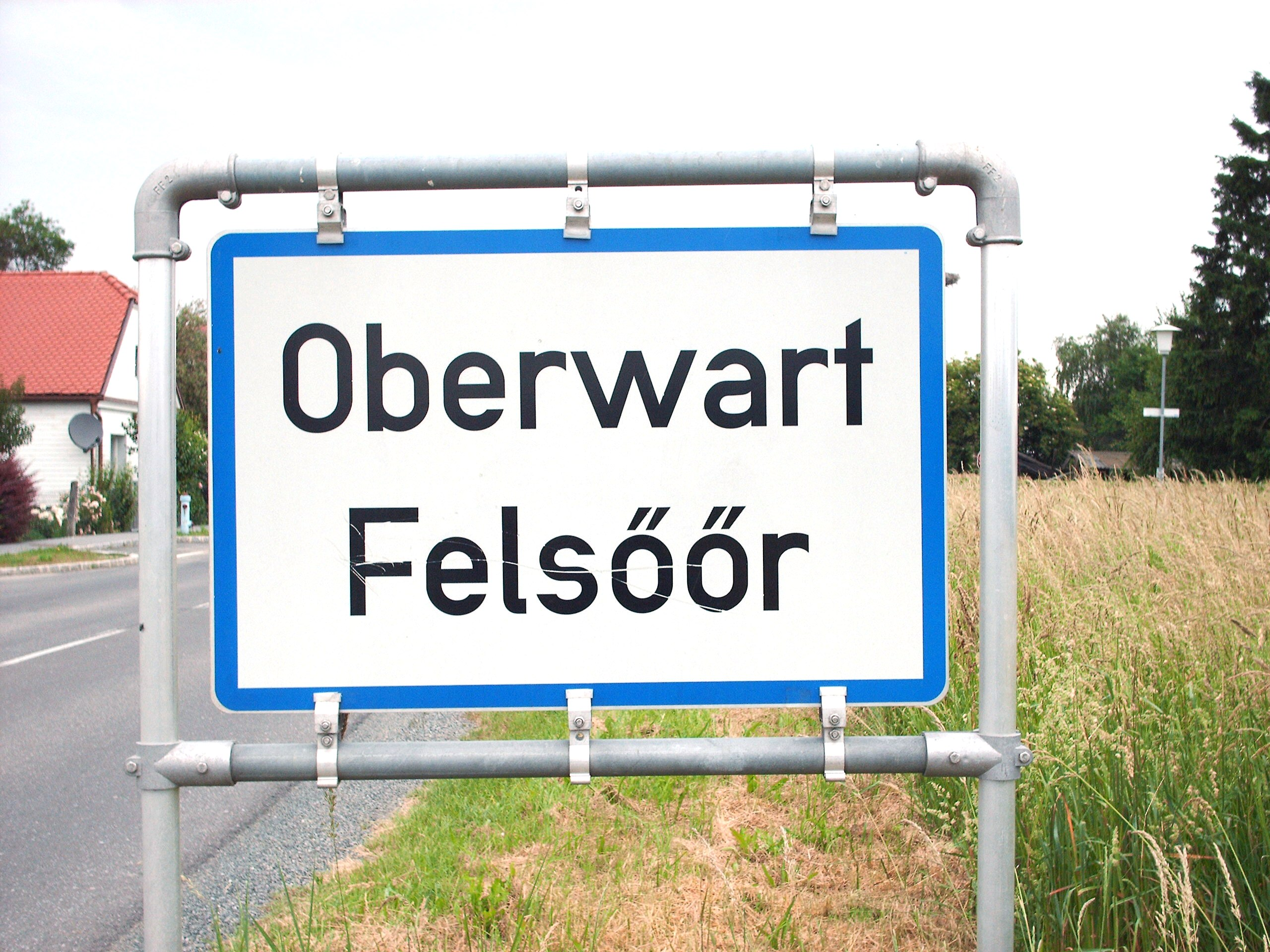
Deutsch- und ungarischsprachige Ortstafel

Die Bevölkerung besteht zu 73 % aus deutschsprachigen Österreichern. Der Anteil der Burgenland-Ungarn beträgt 17,5 %. Daneben gibt es noch 3,5 % Burgenland-Kroaten, die den Ort Borta nennen, sowie einige Burgenland-Roma.

## Kultur und Sehenswürdigkeiten
- Katholische Pfarrkirche Oberwart
- Katholische Pfarrkirche St. Martin in der Wart
- Reformierte Pfarrkirche Oberwart
- Evangelische Pfarrkirche Oberwart
- An die jüdische Gemeinde erinnern heute die ehemalige Synagoge Oberwart, die eine Musikschule beherbergt, das ehemalige Rabbinatshaus und der Israelitische Friedhof Oberwart, der weitgehend in seinem Originalzustand erhalten geblieben ist. Alle drei Objekte stehen unter Denkmalschutz. Mit einem Mahnmal im Stadtpark gedenkt Oberwart der zahlreichen Opfer, die der Nationalsozialismus in der Stadt gefordert hat.
- Haus Dellacher
- Im Kunst- und Kulturzentrum Offenes Haus Oberwart (OHO) finden unter anderem regelmäßige Ausstellungen bildender Künstler, Musik- und Theaterveranstaltungen, Lesungen und jährliche Festivals wie die „Burgenländischen Tanztage“ statt.
- Dieselkino

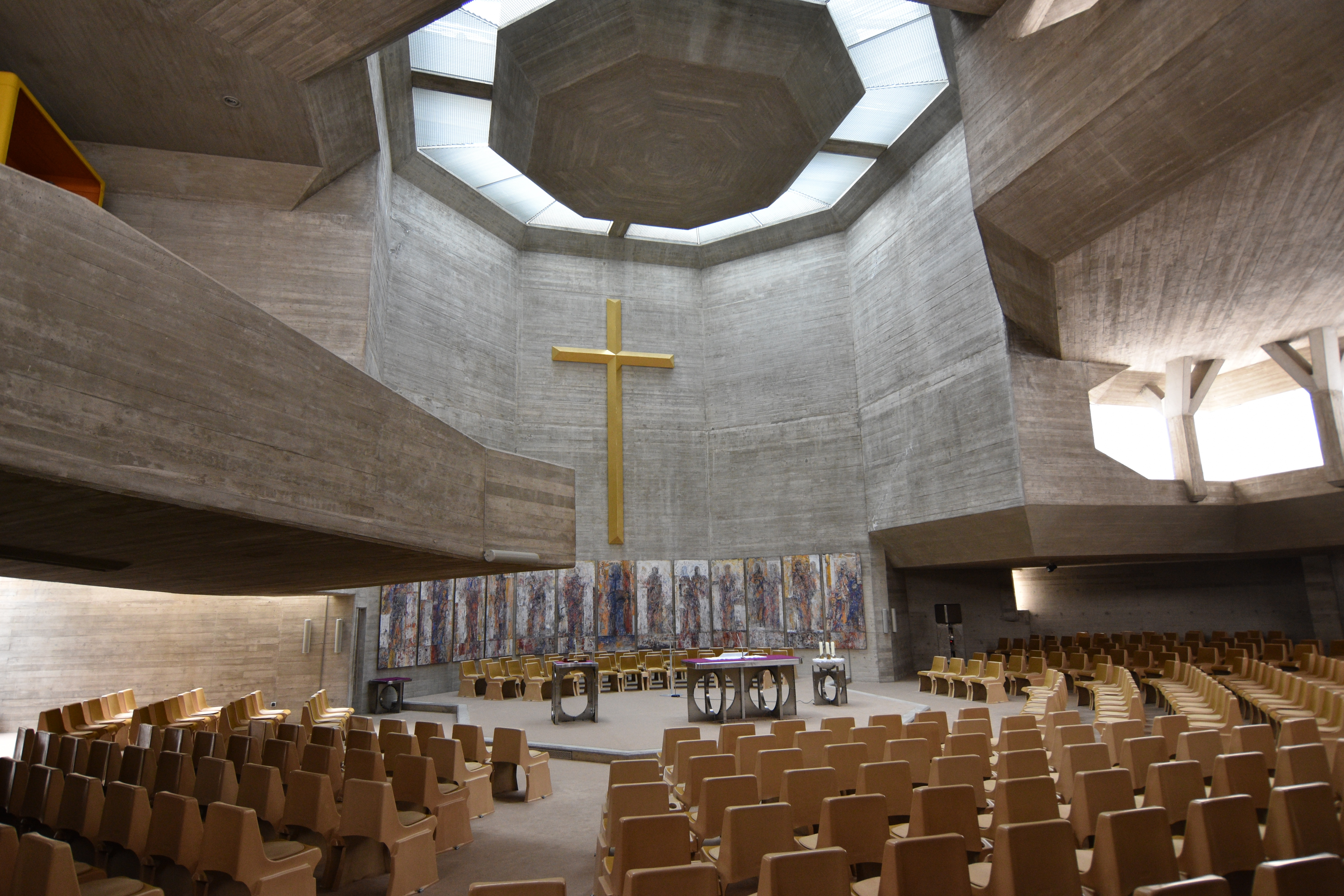
Innenraum der katholischen Kirche
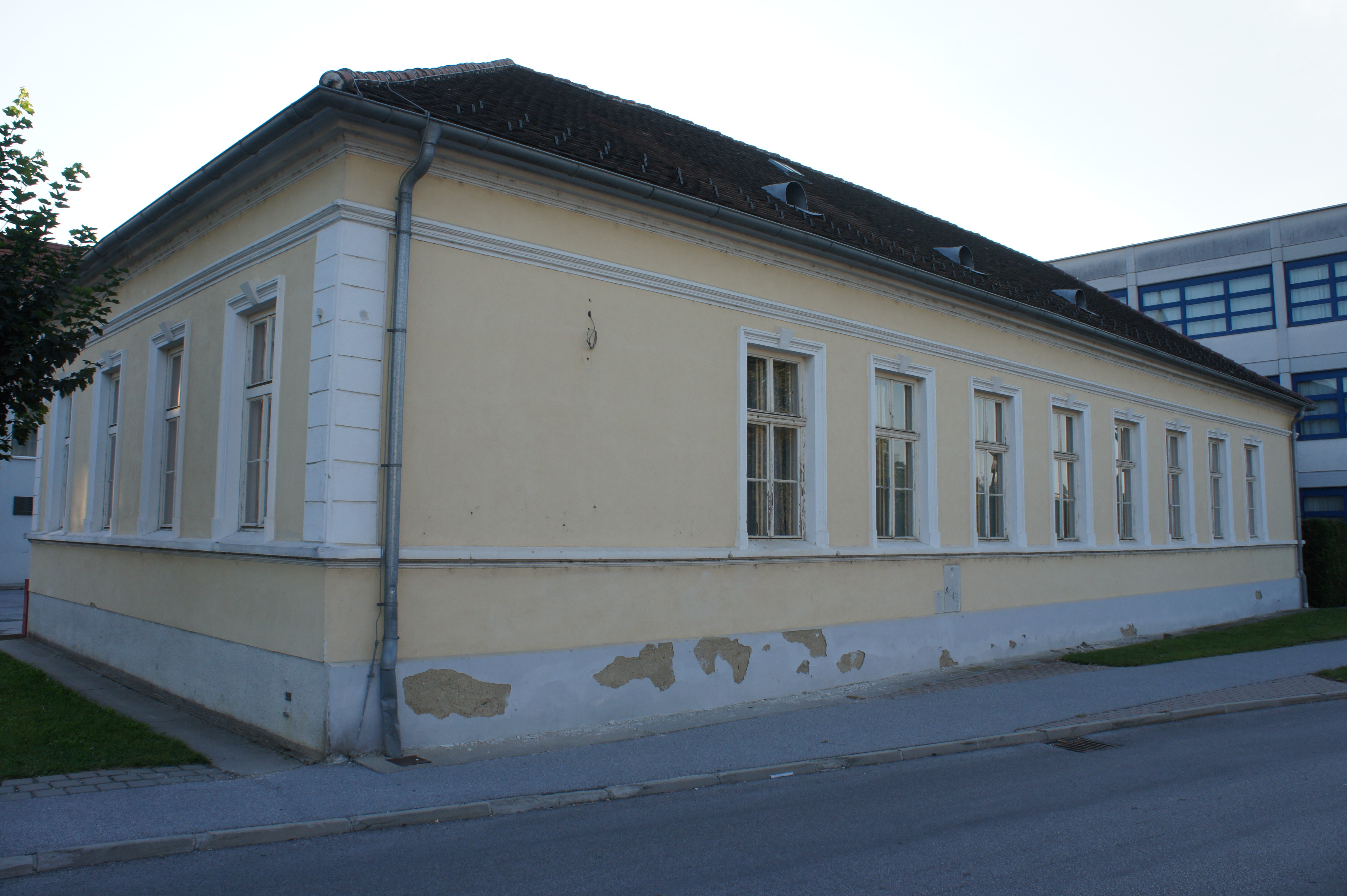
Ehemaliges Rabbinatshaus
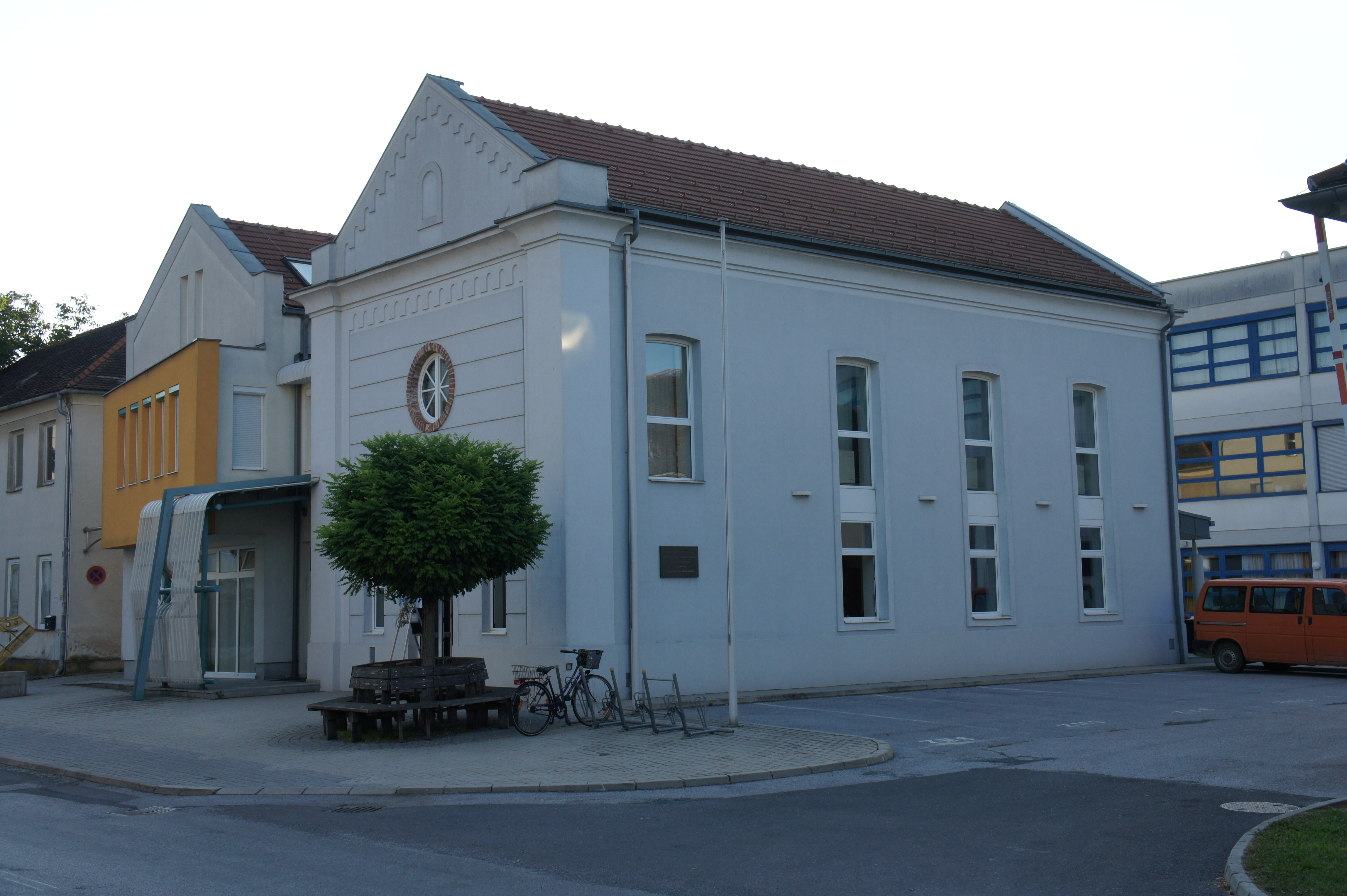
Ehemalige Synagoge
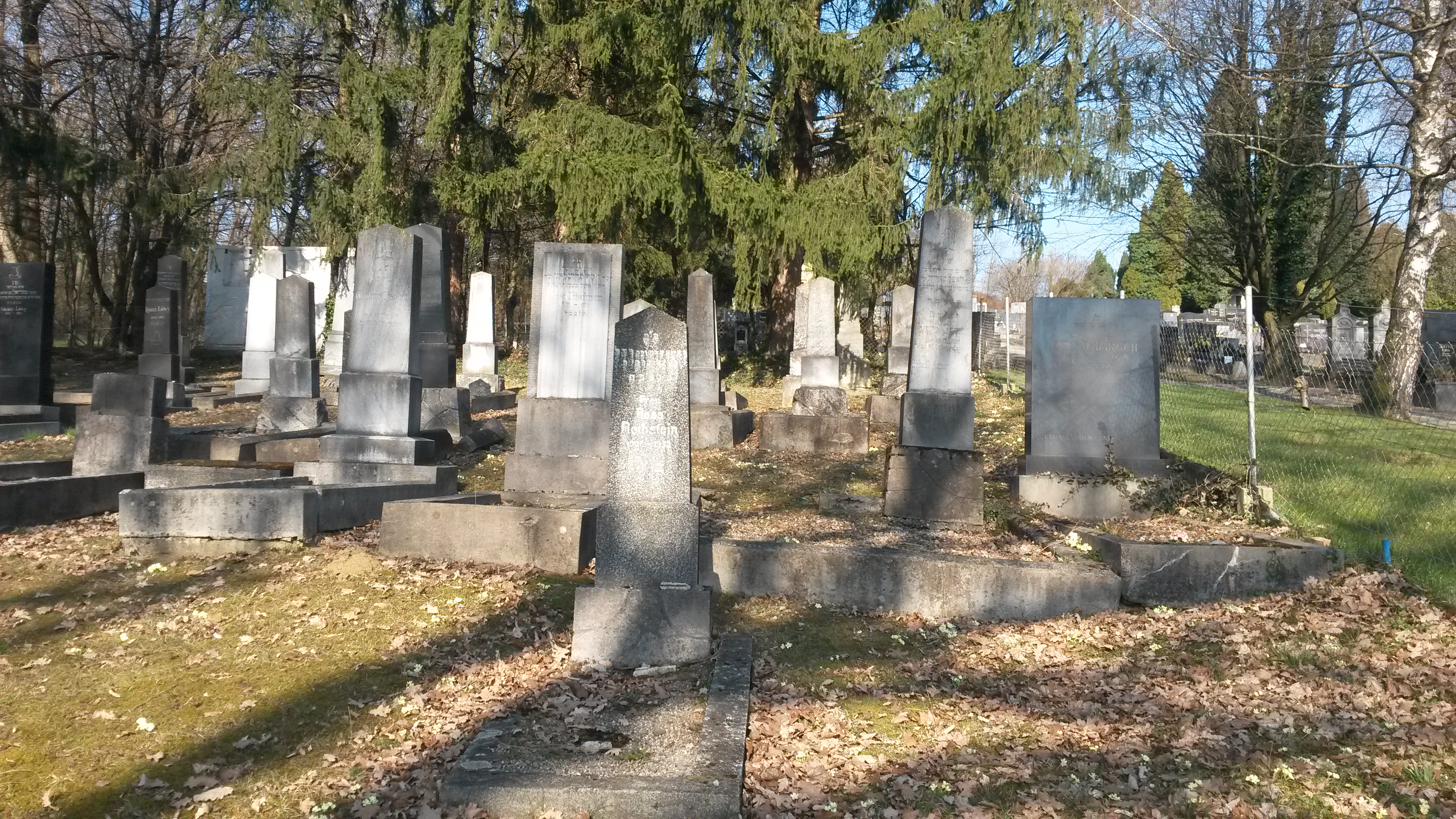
Jüdischer Friedhof
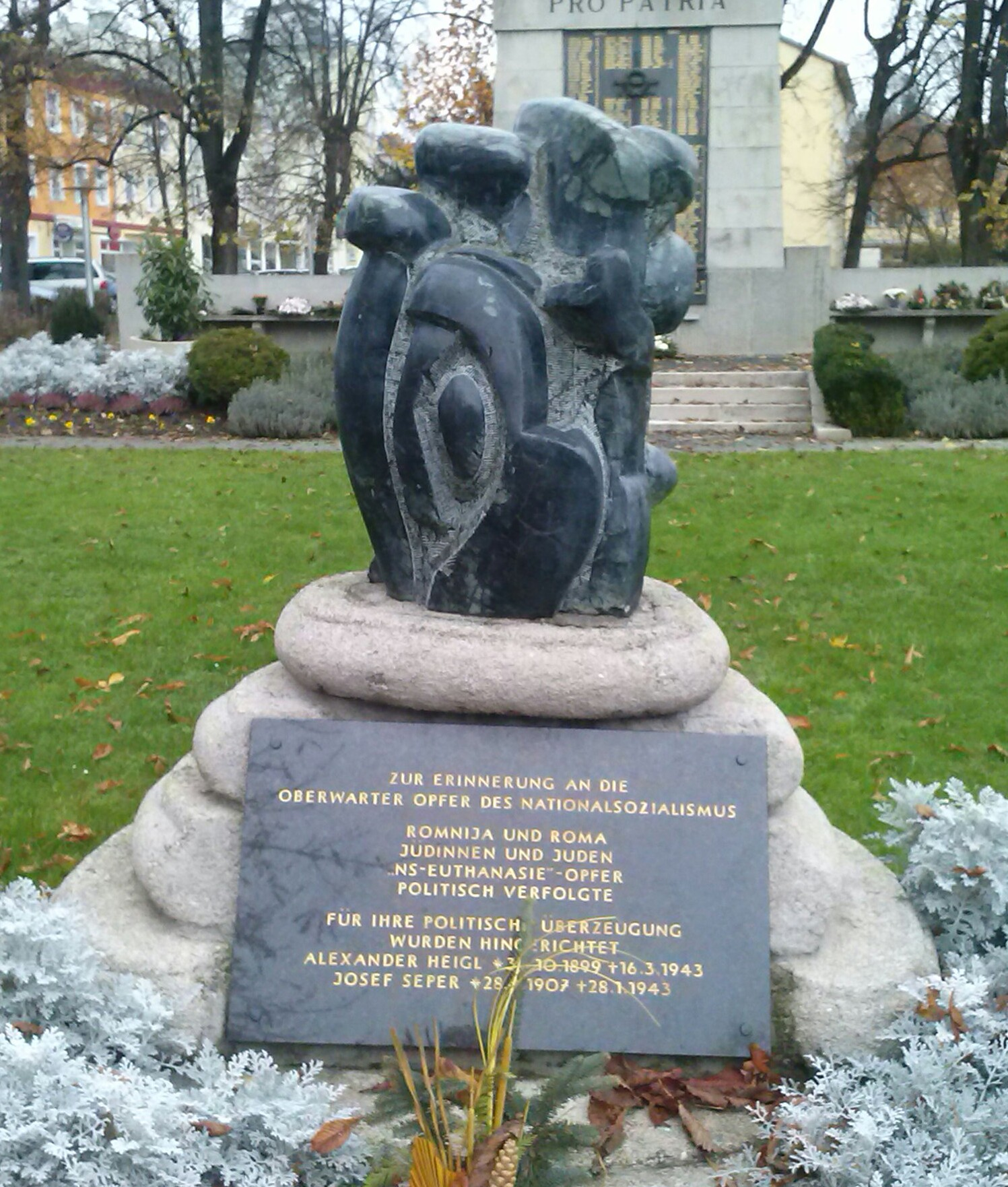
Mahnmal für die Opfer des Nationalsozialismus
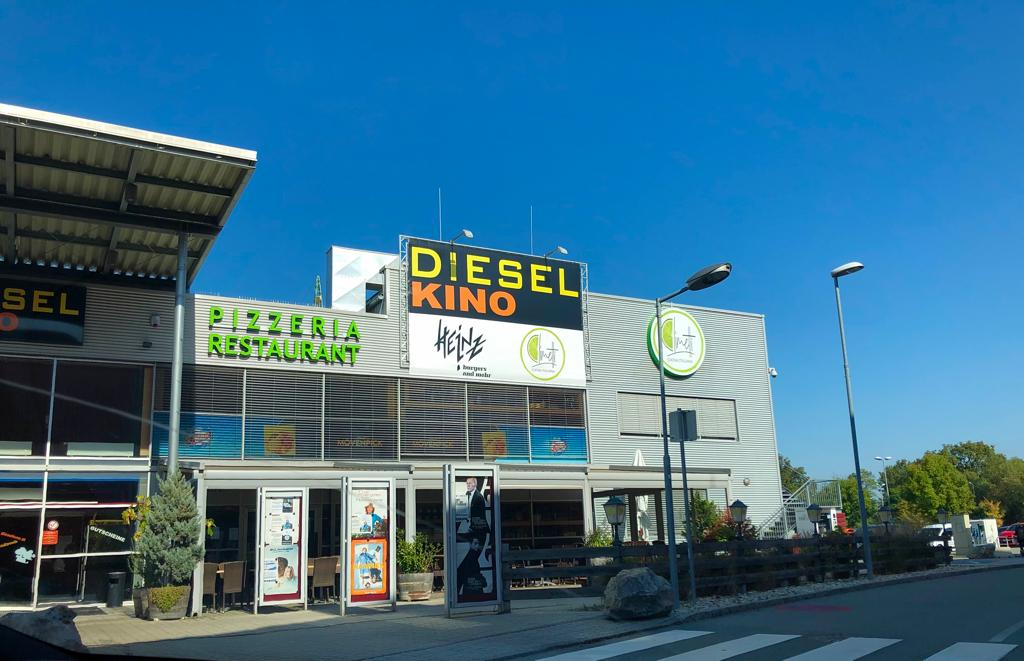
Diesel Kino in Oberwart
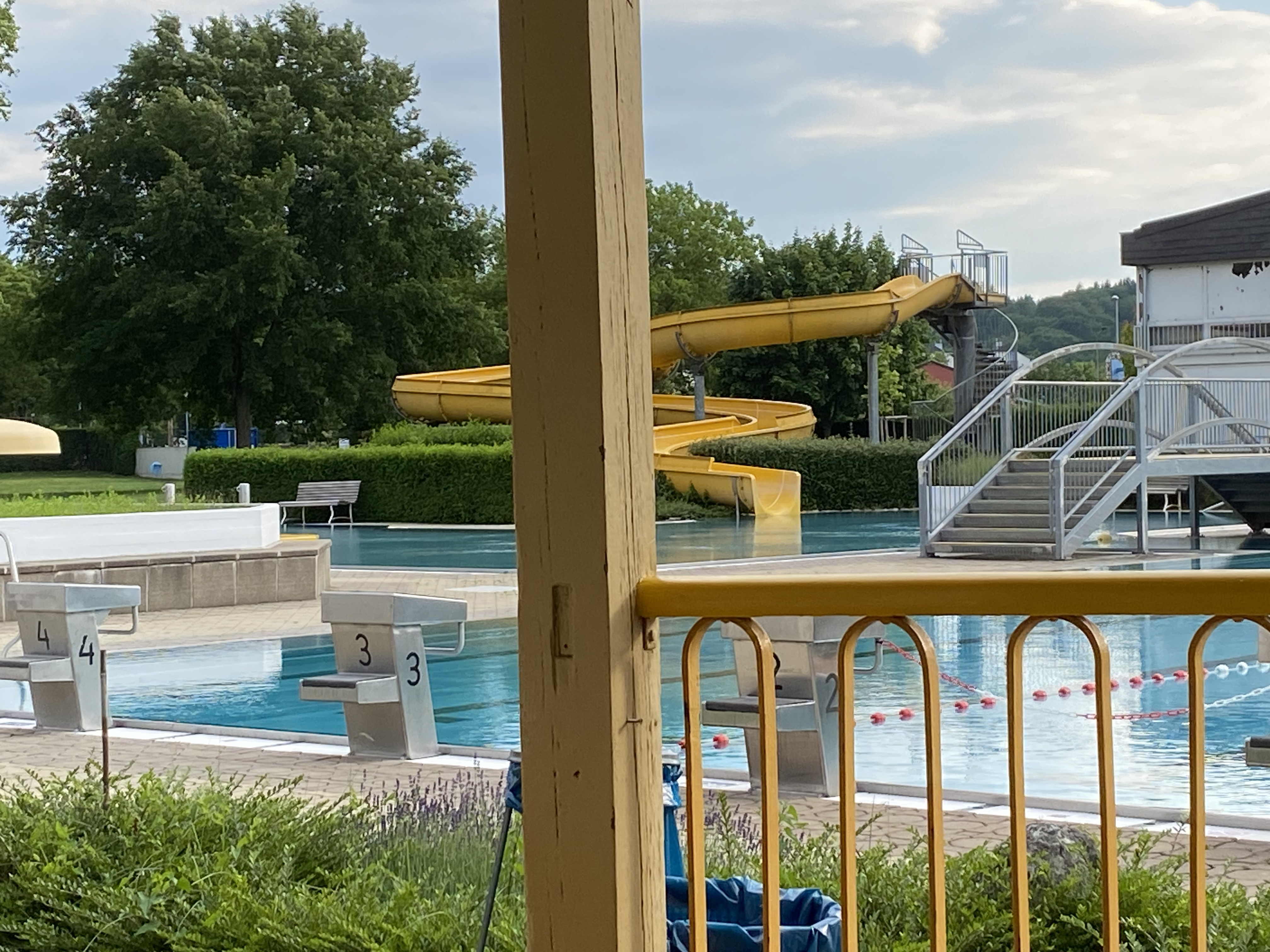
Freibad Oberwart
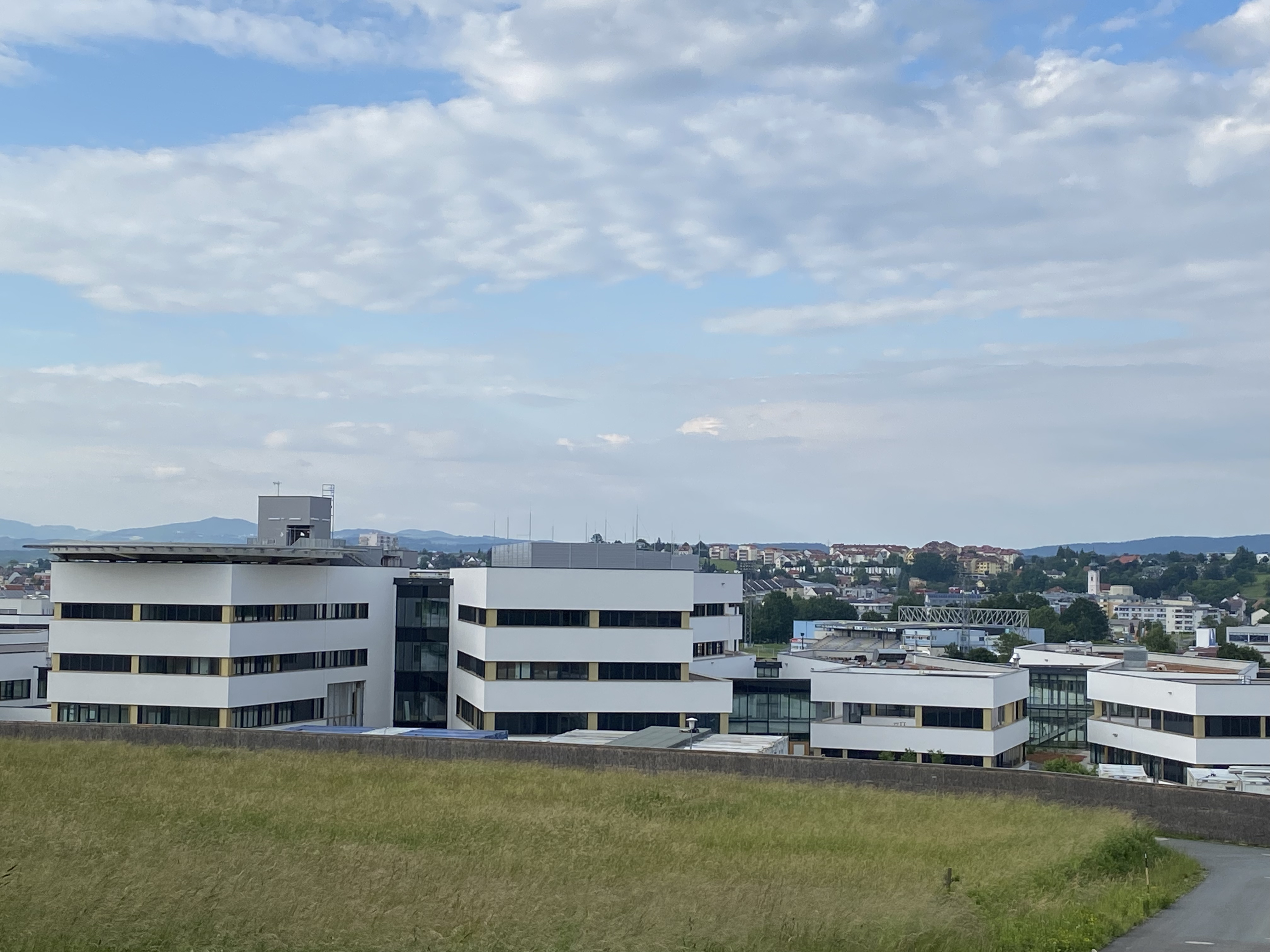
Neubau Krankenhaus Oberwart

## Wirtschaft und Infrastruktur

### Verkehr
Oberwart ist über die Burgenland Straße innerösterreichisch in Nord-Süd-Richtung angebunden: Eisenstadt ist über die Burgenland Straße und die Burgenland Schnellstraße etwa 100 Kilometer entfernt. Die Südautobahn Richtung Wien (etwa 130 Kilometer Distanz) ist über die Anschlussstelle Pinggau etwa 20 Kilometer entfernt, Richtung Graz (etwa 90 Kilometer Distanz) ist die Anschlussstelle Lafnitztal/Oberwart (bei Markt Allhau) nach rund 10 Kilometern zu erreichen. Die Steinamangerer Straße verbindet Oberwart durch das Pinkatal Richtung Pinggau mit der Südautobahn, Richtung Ungarn mit Szombathely. Die Güssinger Straße führt weiter südwärts nach Stegersbach und Güssing.
Die nächstgelegenen Flughäfen sind der Regionalflughafen Graz und die Internationalen Flughäfen Wien, Bratislava, Zagreb sowie Budapest.

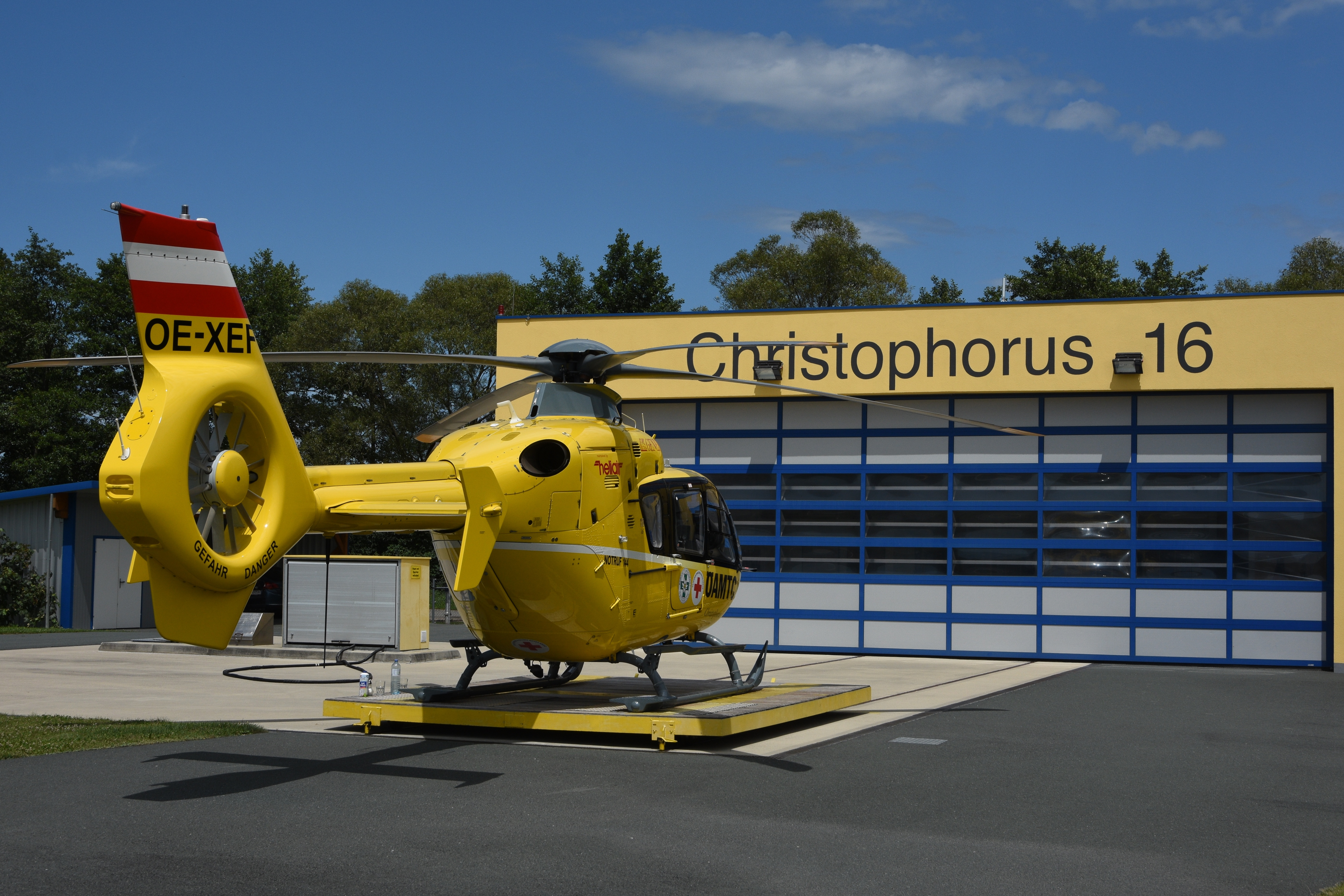
ÖAMTC Christophorus 16

In Oberwart befindet sich auch ein Standort der Flugrettung Österreich.
Bahn

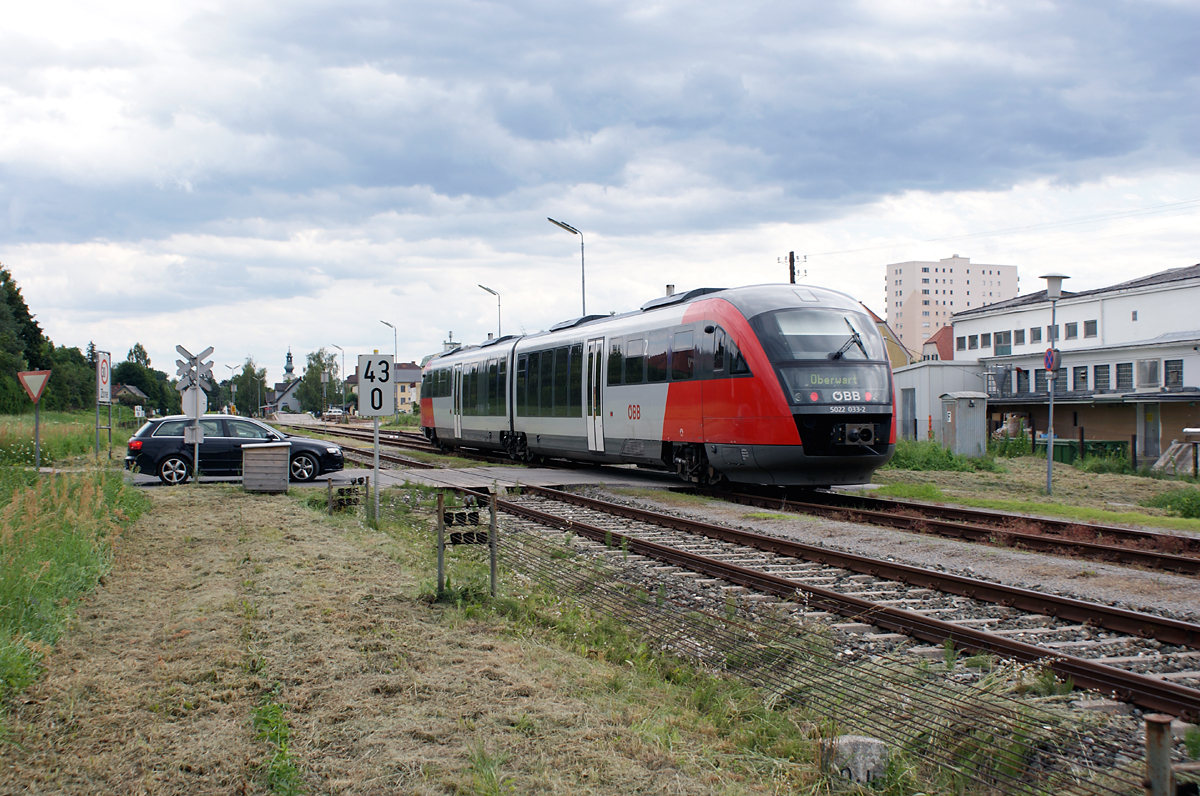
Bild aus den letzten Betriebstagen des Personenverkehrs: Dieseltriebwagen ÖBB 5022 bei der Einfahrt in den Bahnhof Oberwart

Der Bahnhof Oberwart war viele Jahre die Endstation der Pinkatalbahn, die ursprünglich bis ins ungarische Szombathely (Steinamanger) führte. Lange Zeit wurde als sicher angenommen, dass im Jahr 2011 das 1984 eingestellte rund zehn Kilometer lange Teilstück bis Großpetersdorf für den Personenverkehr wieder eröffnet werden würde. Überlegt wurde auch die Wiedereröffnung der restlichen 30 km langen Strecke bis nach Szombathely. Stattdessen wurde am 1. August 2011 die Strecke Friedberg–Oberwart eingestellt. Seitdem gehört Oberwart neben Oberpullendorf, Güssing, Zwettl und Waidhofen an der Thaya zu den fünf Bezirkshauptstädten Österreichs ohne Anbindung an den öffentlichen Schienenpersonenverkehr. Seit dem Frühjahr 2005 betrieb ein Verein die Strecke Oberwart–Oberschützen als Nostalgiebahn. Der Betrieb dieses Streckenabschnitts wurde 2014 eingestellt.
Um den Güterverkehr aufrechtzuhalten, kaufte das Land Burgenland 2017 von den ÖBB die Strecke zwischen Friedberg und Oberwart. An eine Wiederaufnahme des Personenverkehrs ist nicht gedacht, dafür soll sie in Zukunft zudem als Teststrecke für selbstfahrende Züge dienen.

### Ansässige Unternehmen
- Unger Stahlbau
- Südburg
- Messe Oberwart
  - Signal 112 – Messe für Feuerwehr und Rettung (ab 2023, gemeinsam mit Neue Messe Fulda (D))[18]
- edition lex liszt 12

## Politik

### Gemeinderat
Der Gemeinderat umfasst aufgrund der Einwohnerzahl insgesamt 25 Sitze.
| Partei          | 2022             | 2022             | 2022             | 2017             | 2017             | 2017             | 2012             | 2012             | 2012             | 2007             | 2007             | 2007             | 2002             | 2002             | 2002             | 1997             | 1997             | 1997             |
| Partei          | Sti.             | %                | M.               | Sti.             | %                | M.               | Sti.             | %                | M.               | Sti.             | %                | M.               | Sti.             | %                | M.               | Sti.             | %                | M.               |
| --------------- | ---------------- | ---------------- | ---------------- | ---------------- | ---------------- | ---------------- | ---------------- | ---------------- | ---------------- | ---------------- | ---------------- | ---------------- | ---------------- | ---------------- | ---------------- | ---------------- | ---------------- | ---------------- |
| ÖVP             | 1726             | 47,31            | 12               | 1932             | 48,94            | 13               | 1608             | 41,79            | 11               | 1555             | 40,41            | 10               | 1668             | 41,86            | 11               | 1727             | 50,66            | 13               |
| SPÖ             | 1706             | 46,77            | 12               | 1270             | 32,17            | 8                | 1527             | 39,68            | 10               | 1991             | 51,74            | 14               | 2027             | 50,87            | 13               | 1403             | 41,16            | 10               |
| FPÖ             | 194              | 5,32             | 1                | 491              | 12,44            | 3                | 419              | 10,89            | 3                | 226              | 5,87             | 1                | 290              | 7,28             | 1                | 279              | 8,18             | 2                |
| KLART           | 22               | 0,60             | 0                | nicht kandidiert | nicht kandidiert | nicht kandidiert | nicht kandidiert | nicht kandidiert | nicht kandidiert | nicht kandidiert | nicht kandidiert | nicht kandidiert | nicht kandidiert | nicht kandidiert | nicht kandidiert | nicht kandidiert | nicht kandidiert | nicht kandidiert |
| Grüne           | nicht kandidiert | nicht kandidiert | nicht kandidiert | 205              | 5,19             | 1                | 235              | 6,11             | 1                | nicht kandidiert | nicht kandidiert | nicht kandidiert | nicht kandidiert | nicht kandidiert | nicht kandidiert | nicht kandidiert | nicht kandidiert | nicht kandidiert |
| Liste LISTE     | nicht kandidiert | nicht kandidiert | nicht kandidiert | 50               | 1,27             | 0                | nicht kandidiert | nicht kandidiert | nicht kandidiert | nicht kandidiert | nicht kandidiert | nicht kandidiert | nicht kandidiert | nicht kandidiert | nicht kandidiert | nicht kandidiert | nicht kandidiert | nicht kandidiert |
| Liste PERL      | nicht kandidiert | nicht kandidiert | nicht kandidiert | nicht kandidiert | nicht kandidiert | nicht kandidiert | 30               | 0,78             | 0                | nicht kandidiert | nicht kandidiert | nicht kandidiert | nicht kandidiert | nicht kandidiert | nicht kandidiert | nicht kandidiert | nicht kandidiert | nicht kandidiert |
| PPÖ             | nicht kandidiert | nicht kandidiert | nicht kandidiert | nicht kandidiert | nicht kandidiert | nicht kandidiert | 29               | 0,75             | 0                | nicht kandidiert | nicht kandidiert | nicht kandidiert | nicht kandidiert | nicht kandidiert | nicht kandidiert | nicht kandidiert | nicht kandidiert | nicht kandidiert |
| FBL             | nicht kandidiert | nicht kandidiert | nicht kandidiert | nicht kandidiert | nicht kandidiert | nicht kandidiert | nicht kandidiert | nicht kandidiert | nicht kandidiert | 58               | 1,51             | 0                | nicht kandidiert | nicht kandidiert | nicht kandidiert | nicht kandidiert | nicht kandidiert | nicht kandidiert |
| DAP             | nicht kandidiert | nicht kandidiert | nicht kandidiert | nicht kandidiert | nicht kandidiert | nicht kandidiert | nicht kandidiert | nicht kandidiert | nicht kandidiert | 18               | 0,47             | 0                | nicht kandidiert | nicht kandidiert | nicht kandidiert | nicht kandidiert | nicht kandidiert | nicht kandidiert |
| Wahlberechtigte | 6384             | 6384             | 6384             | 5766             | 5766             | 5766             | 5716             | 5716             | 5716             | 5557             | 5557             | 5557             | 5423             | 5423             | 5423             | 5297             | 5297             | 5297             |
| Wahlbeteiligung | 63,11 %          | 63,11 %          | 63,11 %          | 75,18 %          | 75,18 %          | 75,18 %          | 75,09 %          | 75,09 %          | 75,09 %          | 75,40 %          | 75,40 %          | 75,40 %          | 80,40 %          | 80,40 %          | 80,40 %          | 76,67 %          | 76,67 %          | 76,67 %          |

### Stadtrat
Neben Bürgermeister Georg Rosner (ÖVP) und dem Vizebürgermeister Michael Leitgeb (SPÖ) gehören weiters Christian Dax (SPÖ), Marc Seper (SPÖ), Manuela Horvath (ÖVP), Thomas Kiss (ÖVP) und Mario Raba (ÖVP) dem Stadtrat an (Stand 2023).

### Bürgermeister
Bürgermeister der Stadt Oberwart ist Georg Rosner (ÖVP), der 2012 die Nachfolge von Gerhard Pongracz (SPÖ) antrat. Bei der Bürgermeisterdirektwahl am 1. Oktober 2017 wurde er gegen vier Mitbewerbern im ersten Wahlgang von 58,10 % der Wähler gewählt. Der bisherige Vizebürgermeister Dietmar Misik (SPÖ) erhielt 26,59 %, Ilse Benkö (FPÖ) erreichte 11,29 %, Maria Racz (Grüne) kam auf 2,68 % und Michael Neiser (Bürgerliste) 1,35 %. Bei der Wahl 2022 wurde Georg Rosner mit 57,69 Prozent der Stimmen im Amt bestätigt.
Amtsleiter ist Roland Poiger.
Chronik der Bürgermeister
| von                    | bis                    | Bürgermeister       | Partei |
| ---------------------- | ---------------------- | ------------------- | ------ |
| 1938                   | 1945                   | Ludwig Groll        | NSDAP  |
| April 1945             | 21. Juli 1945          | Franz Asboth        | SPÖ    |
| 21. Juli 1945          | 2. Dezember 1945       | Franz Michel        | KPÖ    |
| 3. Dezember 1945       | 15. Dezember 1945      | Josef Bertha        | ÖVP    |
| 16. Dezember 1945      | 1. Juni 1947           | Franz Michel        | KPÖ    |
| 2. Juni 1947           | 12. Dezember 1950      | Eugen Strauss       | KPÖ    |
| 13. Dezember 1950      | 31. Mai 1954           | Josef Lemacher      | SPÖ    |
| 1. Juni 1954           | 6. Dezember 1954       | Josef Böcskör       | SPÖ    |
| 7. Dezember 1954       | 29. Dezember 1961      | Gustav Brunner      | ÖVP    |
| 30. Dezember 1961      | 24. November 1977      | Ferdinand Hatvagner | ÖVP    |
| 25. November 1977      | 12. Mai 1980           | Ernst Schmaldienst  | SPÖ    |
| 13. Mai 1980           | 12. Mai 1982           | Ignaz Pieler        | ÖVP    |
| 13. Mai 1982           | 31. Dezember 2001      | Michael Racz        | ÖVP    |
| 1. Jänner 2002         | 29. Jänner 2002        | Gerhard Pongracz    | SPÖ    |
| 30. Jänner 2002        | 20. Oktober 2002       | Karl Volcic         | ÖVP    |
| 21. Oktober 2002       | 13. November 2012      | Gerhard Pongracz    | SPÖ    |
| seit 14. November 2012 | seit 14. November 2012 | Georg Rosner        | ÖVP    |

### Wappen
Die Blasonierung (Wappenbeschreibung) lautet:

In silbernem Schild ein blau gekleideter Krieger – Grenzwächter – mit schwarzer Mütze und ebensolchen Stiefeln, in der Rechten eine schwarze Streitaxt, die Linke an der Hüfte; Leibrock, Hose und Mütze mit goldener Verschnürung versehen, letztere außerdem mit einer blauen Feder. Der Krieger wird von zwei an die Seitenränder gelehnten schwarzen Felsen begleitet, auf denen ein schwarzer Wachtturm mit zwei Zinnen und Spitzdach steht.

### Städtepartnerschaften
- Szombathely (Steinamanger), Ungarn

## Persönlichkeiten

### Söhne und Töchter der Gemeinde
- Franz Asboth (1902–1967), Politiker und Polier
- Günter Benkö (* 1955), Fußballschiedsrichter
- Patrick Bürger (* 1987), Fußballspieler
- Verena Eberhardt (* 1994), Radsportlerin, geboren in Sankt Martin in der Wart
- Patrick Farkas (* 1992), Fußballspieler
- Tomislav Gaspar (* 1983), Basketballspieler
- Ewald Gossy (* 1959), Politiker
- Andrea Gottweis (* 1961), Politikerin
- Marianne Hackl (* 1967), Politikerin
- Nora Heschl (* 1987), Schauspielerin
- Barbara Horvath (* 1973), Schauspielerin
- Michael Horvath (* 1982), Fußballspieler
- Stefan Horvath (* 1949), Schriftsteller
- Michael Huber (* 1990), Fußballspieler
- Samu Imre (1917–1990), Sprachforscher, Pionier der modernen ungarischen Linguistik[28]
- David Jandl (* 1984), Basketballspieler
- Thomas Karacsony (* 1976), Politiker
- Susanna Koch (* 1987), Fußballspielerin
- Kurt Kuch (1972–2015), Journalist und Buchautor
- Andreas Leitner (* 1975), Basketballspieler und -funktionär
- Norbert Leser (1933–2014), Sozialphilosoph
- Eduard Müller (* 1962), Beamter und Sachbuchautor, Bundesminister für Finanzen
- Alexander Nemecz (1905–1981), Politiker und Rechtsanwalt
- Flip Philipp (* 1969), Schlagwerker und Komponist
- Gert Polster (* 1975), Historiker, Museumsdirektor und Bürgermeister von Bad Tatzmannsdorf
- Harald Pomper (* 1976), Liedermacher und Kabarettist
- Leo Radakovits (* 1959), Politiker
- Andreas Radics (* 2001), Fußballspieler
- Johannes Schriebl (* 2002), Fußballspieler
- Manuel Takacs (* 1986), Fußballspieler und -trainer
- Christoph Tepperberg (* 1952), Historiker, Direktor des Kriegsarchivs in Wien
- Hans Unger (* 1979), Politiker (ÖVP), Landtagsabgeordneter
- Christian Wachter (* 1949), Fotograf
- Fabian Wohlmuth (* 2002), Fußballspieler
- Ella Zipser (1926–2012), Politikerin

## Sonstiges
Unter dem Namen Eurowart veranstaltet die Stadt seit einigen Jahren eine Rahmenveranstaltung, bei der sich jeweils ein anderes europäisches Land in einzelnen Veranstaltungen präsentiert. So waren bisher Italien, Frankreich, Niederlande und Irland mit kulturellen und gastronomischen Veranstaltungen zu Gast.
Im September 1984 wurde für ein Konzert im Oberwarter Fußballstadion von Opus der Nr. 1 Welthit „Live Is Life“ als eine Art Mitsingnummer komponiert.

### Bewerbung für den Eurovision Song Contest
Internationale Aufmerksamkeit erlangte die Stadt im Mai 2025 durch ihre Bewerbung als Austragungsort für den Eurovision Song Contest 2026. Trotz der als eher unwahrscheinlich eingeschätzten Chancen auf den Zuschlag verzeichneten lokale Beherbergungsbetriebe bereits im Mai 2025 eine starke Nachfrage, mit nahezu ausgebuchten Hotels für Mai 2026.